# Kolding Bypark
Kolding Bypark eller Kolding legepark er en folkepark i Kolding. Byparken er lavet på datidens Dyrehavegårds enge. Kolding Kommune anlagde Kolding Legepark på en del af byparkens areal. Legeparken blev indviet i 1998 og har siden været et populært lege- og opholdssted for byens borgere, turister og andre besøgende.

## Historie
I slutningen af 1930'erne blev Dyrehavegårds eng lavet om til en bypark, der kunne benyttes af borgerne til en gåtur i det. Byparken blev igangsat som et arbejdsløshedsprojekt. 
Initiativtager var borgmester Knud Hansen. Der er opsat en mindesten efter Knud Hansen i Legeparken, hvorpå der står: 
Borgmester Knud Hansen
Rejst af Kolding Kommune
Bag på stenen står:
1866 - 1952
Byrådsmedlem 1906 - 1943
Folketingsmand 1920 - 1937
Borgmester 1937 - 1943
Stenen er muligvis opsat 1952/53.

## I dag
Etableringen af parken er gennemført som et aktiveringsprojekt for ledige, og driften af parken indgår i dag som et led i kommunens aktiveringsindsats.